# Physiculus dalwigki
El carbonero moro o carbonero luminoso es la especie Physiculus dalwigki (la especie tipo del género Physiculus), un pez de la familia de los móridos distribuido por el Mediterráneo occidental, Portugal y costa oeste del norte de África. Solo es pescado artesanalmente como pesca de subsistencia.

## Anatomía
Tiene un color rosa metalizado, con la cavidad oral de color más claro; presentan una longitud máxima descrita de unos 30 cm; no presenta espinas en ninguna de las largas aletas dorsal y anal; tiene un órgano luminoso en posición ventral, entre las bases de ambas aletas pectorales -como la mayoría de las especies de su mismo género-.

## Hábitat y biología
Es una especie bentopelágica marina de aguas subtropicales, que vive entre los 100 y los 738 metros de profundidad, fundamentalmente en la zona del talud continental.